# Jandira
Jandira é um município da microrregião de Osasco, na Região Metropolitana de São Paulo, no estado de São Paulo, no Brasil. Localiza-se na Zona Oeste da Grande São Paulo, em conformidade com a lei estadual nº 1.139, de 16 de junho de 2011 e, consequentemente, com o Plano de Desenvolvimento Urbano Integrado da Região Metropolitana de São Paulo (PDUI).
Sua população foi estimada em 124 937 habitantes, conforme dados do IBGE de 2019, e sua área é de 17,449 quilômetros quadrados, o que resulta numa densidade demográfica de 6.207,76 habitantes por quilômetro quadrado. Seus limites são Barueri a norte e nordeste; Carapicuíba a leste; Cotia a sul; e Itapevi a oeste.
O município é servido pelos trens da linha 8 da ViaMobilidade. Tornou-se município em 28 de fevereiro de 1964, com o desmembramento de Cotia, após a emancipação político-administrativa ser aprovada pelos moradores através de plebiscito realizado em 8 de dezembro de 1963.
Hino da Cidade - Áudio para ouvir e baixar

## Etimologia
Existem pelo menos duas explicações etimológicas para a origem do topônimo "Jandira"ː
- é um termo tupi-guarani que significa "favo de mel". Por isso, muitos a chamam de "cidade favo de mel".[carece de fontes?]
- segundo o tupinólogo Eduardo Navarro, "jandira" pode provir da língua geral paulista, e designaria um tipo de abelha.[8]

O nome "Jandira" foi dado por Henrique Sammartino (em homenagem a uma de suas sobrinhas) ao posto telegráfico do quilômetro 32 da Linha Tronco da Estrada de Ferro Sorocabana em 5 de setembro de 1930 e passou a denominar essa localidade desde então.

## História

### Primórdios
A área onde se situa o atual município de Jandira era ponto de passagem da antiga Estrada de Itu, sendo o local ponto de paragem de viajantes que rumavam da capital da província de São Paulo para o oeste paulista (rumo a Sorocaba, Itu, entre outros centros regionais). O panorama dessa região iria mudar com a chegada dos trilhos da Estrada de Ferro Sorocabana em julho de 1875. A partir de então, a região passa a ser loteada e um dos primeiros proprietários de terras da localidade era José de Oliveira e Silva. Morto em 1894, seu inventário foi solicitado apenas em 1921 e se arrastou por várias décadas, de forma que suas terras acabaram mudando de mãos até serem adquiridas por Nicola Beneducci e Miguel Samarone.
Assim, a história dos municípios dessa região se confunde com os trilhos da Estrada de Ferro Sorocabana, que trouxeram Antonio Agù (pioneiro fundador de Osasco) e Henrique Sammartino (pioneiro-fundador do município), imigrante italiano que adquiriu, em 11 de abril de 1912, glebas de terra de Beneducci e Samarone, e deu a elas o nome de Sítio das Palmeiras, devido à existência de grandes palmeiras nativas existentes no local.
Apesar da existência de outros proprietários de terras naquela região (como as famílias Góis e Leite ), a chegada de Sammartino acabaria sendo fundamental para o desenvolvimento daquela então inóspita região.  Pouco tempo após se estabelecer no sítio das Palmeiras, Sammartino entrou em conflito com alguns de seus vizinhos (por questões diversas, incluindo a demarcação de terras de suas propriedades), sendo que esse conflito acabou chegando aos tribunais e se arrastou até o final da década de 1920.
Até então, a atividade principal de Sammartino era a administração de uma mercearia especializada em produtos importados, localizada no bairro da Santa Ifigênia (São Paulo), de forma que o sítio das Palmeiras era uma mera propriedade de recreação. Com a deflagração da Primeira Guerra Mundial, a importação de víveres da Europa entra em declínio e Sammartino acaba indo à bancarrota. Endividado, ele vende sua mercearia e volta-se para a única propriedade que ainda possui: o sítio das Palmeiras.

### Sammartino e o progresso
Em meados de 1919, Sammartino instala-se com sua família definitivamente no sítio das Palmeiras. Com o pouco dinheiro que possui, adquire animais e planta árvores frutíferas. A necessidade de manutenção de sua produção de leite, queijo, frutas etc. o obriga a contratar lavradores e uma olaria é criada para fornecer tijolos para a construção de casas para os mesmos. 
O transporte dos produtos do sítio era feito por carros de boi por estradas de terra batida, de relevo acidentado e contrastava com a moderna linha da Estrada de Ferro Sorocabana que margeava o sítio. Para facilitar o transporte de seus produtos, Sammartino procura a direção da empresa ferroviária e propõe a doação de uma área de 58 470,87 metros quadrados para a implantação de uma parada (posteriormente classificada pela Sorocabana como posto de abastecimento de locomotivas). A Sorocabana propõe que Sammartino invista no plantio de eucalipto para servir de lenha para as locomotivas a vapor da empresa. Após o acordo celebrado entre o fazendeiro e a empresa, o posto km 32 (localizado ao lado das terras do sito das Palmeiras) é implantado em março de 1925. Posteriormente, foi construído um pequeno desvio até a olaria de Sammartino, que, assim, viu seus negócios prosperarem.
A instalação do posto de abastecimento facilitou a chegada de novos moradores para a região, como o engenheiro e pastor presbiteriano estadunidense William Alfred Waddell (1862-1939). Diretor do Colégio Mackenzie, Waddell estudava a criação de uma missão presbiteriana no caminho para Sorocaba. Em 1928, ele persuadiu a igreja presbiteriana a adquirir terras na região do quilômetro 32 da Estrada de Ferro Sorocabana. Em outubro daquele ano, era instalado o Instituto José Manuel da Conceição e uma missão cristã presbiteriana. Os filhos dos fazendeiros da região acabariam estudando no instituto, assim como os filhos dos recém-chegados. 
Waddell, utilizando de seu prestígio junto ao Colégio Mackenzie, solicitou aos diretores da companhia ferroviária a realização de melhoria das instalações do posto do km 32. Atendendo ao pedido, a Sorocabana eleva o posto de abastecimento do km 32 a posto telegráfico e constrói novas instalações, plataformas e implanta um vagão de carga adaptado como bilheteria. Segundo a tradição da época, o doador das terras necessárias para a construção dos postos e estações tinha o direito de batizar o posto/estação. No dia 20 de março de 1931, durante a inauguração do posto telegráfico do quilômetro 32, a direção da Sorocabana convidou Sammartino a batizá-lo. Sammartino resolve homenagear sua sobrinha e batiza o posto com o nome de Jandira (que se tornaria o nome daquela região).
Três anos depois, o posto telegráfico de Jandira é elevado a posto telegráfico de categoria A (uma espécie de estação de terceira classe). As sucessivas ampliações do posto telegráfico obrigam a transferência de cada vez mais funcionários da ferrovia para a região onde engrossam o número cada vez crescente de habitantes, dando origem a chamada vila Jandira. O crescimento da região faz surgir outros postos telegráficos e estações e o tráfego de trens se intensifica. Em agosto de 1942, uma fagulha provocada por uma locomotiva a vapor inicia um grande incêndio nas terras de Sammartino. Apesar dos esforços de sua família e vizinhos, o fogo destrói seu imenso pomar. Transtornada pelo acontecimento, a esposa de Sammaritno, Conceição Desidério sofre um derrame cerebral e morre em setembro de 1943.
Transtornado pela perda de boa parte de sua produção e pela morte de sua esposa, Sammartino inicia a venda e doação de lotes, criando o primeiro loteamento de Vila Jandira (atual Vila Anita Costa). Cerca de 100 lotes de 1000 m² foram comercializados, cada um a um preço de Cr$ 3 mil, enquanto que outros lotes foram doados para a construção de um posto de puericultura (atual Associação de Proteção à Maternidade e a Infância de Jandira-APAMI), posto de polícia, escola (atual Themudo Lessa) e uma igreja católica romana (atual Matriz de Jandira). Esse loteamento deu origem às primeiras ruas e trouxe novos moradores para Vila Jandira.  Henrique Sammartino faleceu em 1947 e não pôde vislumbrar o crescimento do loteamento iniciado por ele.

### A emancipação

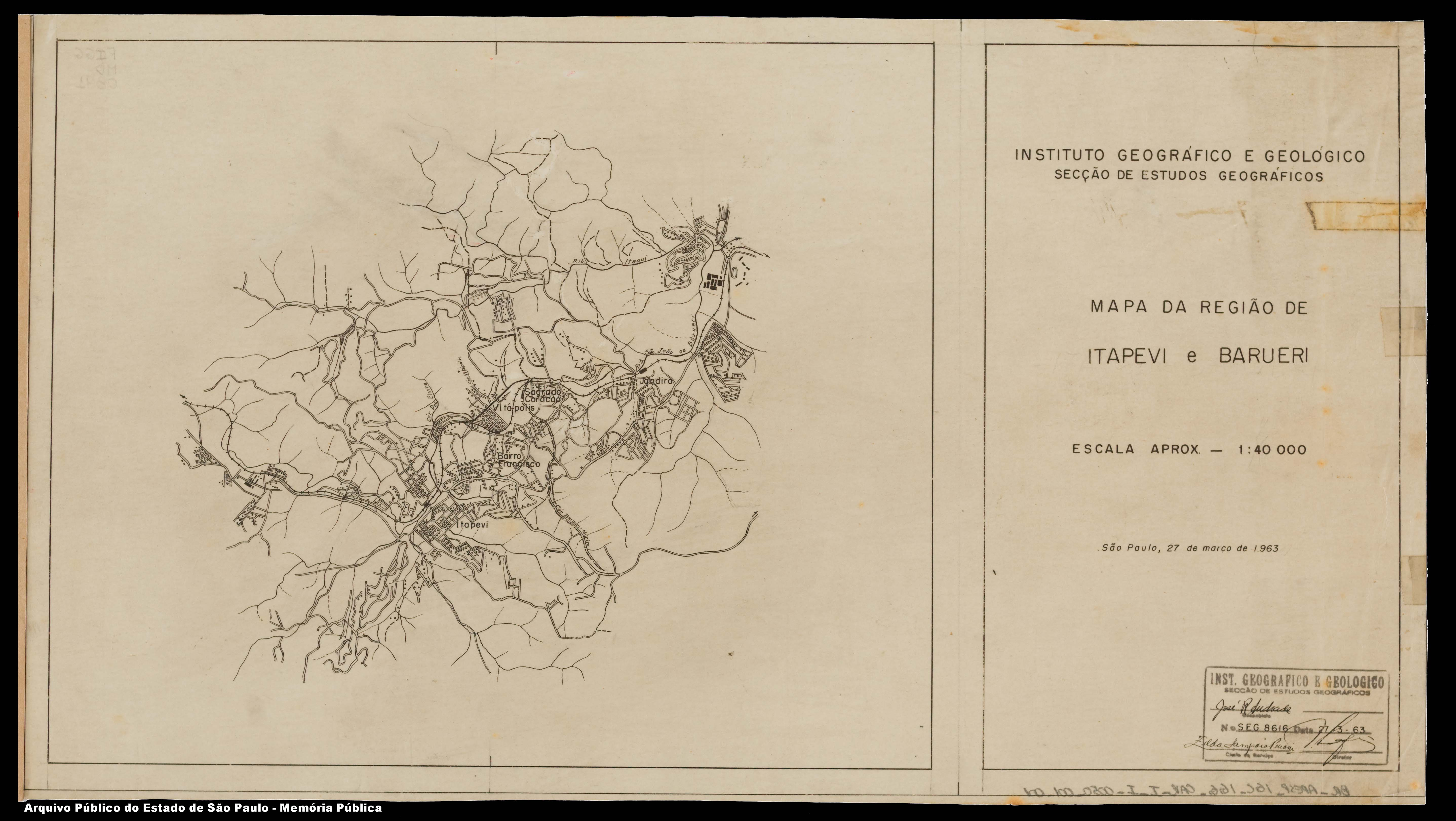
Mapa da Região de Itapevi e Barueri, 1963. O distrito de Jandira aparece ao centro do mapa.
Arquivo Público do Estado de São Paulo.

Até então, Vila Jandira era um mero subdistrito do município de Cotia. A grande distância geográfica entre o então distrito e o centro de Cotia era um empecilho para o desenvolvimento do subdistrito. Assim, Cotia foi abandonando vila Jandira aos poucos. Essa situação de abandono e descaso por parte das autoridades de Cotia também ocorria com a vila de Itapevi, que conseguiu sua emancipação no final da década de 1950.
Em 1951, Jandira é elevada a distrito de Cotia. No dia 25 de janeiro de 1951, é fundada a União Pró-Jandira, entidade criada com o intuito de reivindicar melhorias ao distrito. O distrito abandonado de Jandira chamou a atenção da recém-emancipada Barueri, que tentou anexá-la em 1958 por meio da lei de número 170/53 de 28 de abril de 1958, chamada de lei Quinquenal. Por conta da intervenção de Cotia, a tentativa de anexação não logrou êxito.
Desde o final da década de 1940, o então governador Adhemar de Barros incentivava a emancipação de distritos e a criação de novos municípios sob argumentos político-partidários. Assim, aos poucos, a região sofreu um processo de emancipação de diversos distritos, iniciado no final de década de 1940 com Itapevi e Barueri e que alcançou o seu auge no início da década de 1960, quando Osasco, Carapicuíba e Jandira se emanciparam de São Paulo, Barueri e Cotia.
Vila Jandira realizou seu plebiscito sobre a emancipação no dia 8 de dezembro de 1963. Após a abertura das urnas, o resultado foi uma esmagadora vitória do grupo emancipacionista. O resultado foi homologado em 28 de fevereiro de 1964 pelo governador Adhemar de Barros. Após essa data, vila Jandira passou a ser um pequeno município.
Em 7 de março de 1965, tomou posse o primeiro prefeito de Jandira, Oswaldo Sammartino, filho do pioneiro Henrique Sammartino.

### Décadas de 1960 e 1970

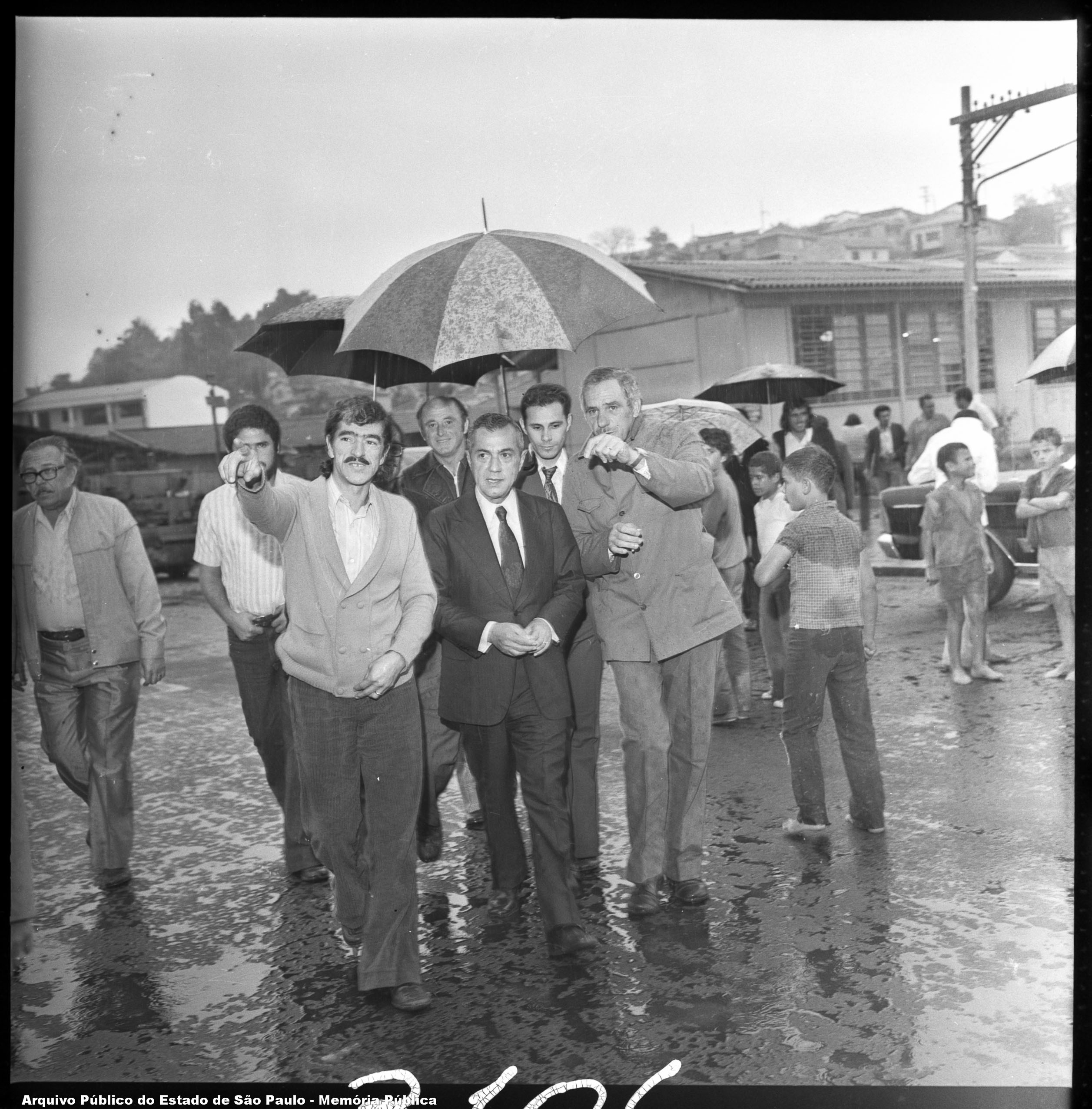
O governador Natel em visita a cidade de Jandira, 1974. A direita do governador, o ex-prefeito Clécio Soldé. Ao fundo o galpão de madeira que sediou o Grupo Escolar Themudo Lessa entre 1957 e 1966. Na época da imagem, era a sede provisória do Paço Municipal de Jandira.
Arquivo Público do Estado de São Paulo.

A emancipação político-administrativa de Jandira ocorreu em um momento conturbado da história brasileira. Em 28 de fevereiro de 1964, Jandira se tornava município. Em 31 de março de 1964 um golpe de estado derruba a presidência de João Goulart e mergulha o país em uma ditadura que irá durar 21 anos.
Em 1965 ocorre a primeira eleição municipal, tendo sido eleito Oswaldo Sammartino, filho do pioneiro Henrique Sammartino. O mandato de Sammartino (1965-1969) é modesto, com poucas realizações, dado que a cidade estava sendo implantada. Um dos primeiros serviços da prefeitura foi cadastrar os 2600 proprietários do município para o recolhimento de impostos. Em 28 de março de 1966 foi aberta a primeira creche da cidade, a APAMI (Associação de Proteção à Maternidade e a Infância de Jandira). Ainda assim, Jandira tinha uma população de 1285 crianças em idade escolar, das quais apenas 827 frequentavam regularmente uma escola.  Sammartino iniciou as tratativas com o estado para a construção do Centro Educacional de Jandira (atual EE Professor Vicente Themudo Lessa), cujas obras se iniciaram em sua gestão. Diante de um cenário pouco promissor para investimentos do estado, os prefeitos de Osasco, Carapicuíba, Barueri, Jandira, Itapevi e Santana de Parnaíba tentam lançar um consórcio regional em 1967. Apesar da iniciativa ter fracassado, lançou as bases para futuras iniciativas como a Câmara Oeste (1998) e o Cioeste-Consórcio Intermunicipal da Região Oeste Metropolitana de São Paulo (2013).
Nas eleições de 1968 Clécio Soldé venceu João Ribeiro Júnior, sendo empossado em 31 de março de 1969 Em fevereiro de 1970 a cidade enfrenta uma grande enchente dos rios Barueri Mirim e Córrego dos Vessoni, que inunda quase todo o centro da cidade (chegando até mesmo a danificar os trilhos da ferrovia Sorocabana). Vários dias se passaram sem que a prefeitura tivesse capacidade de conseguir reparar os danos, de forma que a população local protestou contra a gestão Soldé. O prefeito Soldé (que havia trocado o MDB pela Arena) preferiu denunciar o líder dos protestos, Edemar Maciel (que integrava o MDB na cidade), ao DOPS por subversão. Apesar da tensão política, o primeiro serviço público de saúde foi aberto pela gestão Soldé em 1972. Após a abertura da Rodovia Castello Branco em 1968, Jandira pleiteia uma via de acesso com a nova rodovia. Soldé, que havia sido diretor do DER-SP, negocia a construção da Via de Acesso João de Góes (SPA-032/280) aberta em janeiro de 1973. A gestão Soldé iniciou também a pavimentação da cidade, cobrada dos moradores, e lançou as bases para a industrialização da cidade.
Em 1972 é eleito Alan Kardec Roberto de Albuquerque. Em sua gestão (1973-1977), é iniciada a industrialização da cidade-impulsionada pela abertura do Trevo de Jandira à Castello. Até então, Jandira possuía apenas o Frigorífico Jandira (aberto em 1961). Num período de 18 meses (entre 1974 e 1975) a cidade ganha trinta novas indústrias, destacando-se na região oeste da Grande São Paulo. Essas e outras empresas se instalaram na cidade por conta da lei municipal 273, que garantia a isenção fiscal por 15 anos. Apesar da atração de empresas, a cidade sofre com a falta de infraestrutura agravada pela baixa arrecadação. Através da doação de uma área pública de1000m2, Kardec consegue a implantação de uma central telefônica junto à CTB/Telesp. Isso permitiu que a cidade recebesse suas primeiras 10 mil linhas telefônica s. Outro problema grave, o abastecimento regular de água, teve lenta resolução. Apenas em 1976 foram inauguradas as primeiras redes de água e reservatórios da Sabesp, de forma que apenas em 1983 a água chegou ao distrito industrial da cidade.
Com o recrudescimento da Ditadura Militar, em 1976 foi eleito pela primeira vez um político de origem humilde, Dorvalino Abílio Teixeira. A gestão de Teixeira foi marcada por obras de pavimentação, iluminação pública e ligações de esgoto em dezenas de vias (com o próprio Teixeira-tratorista de profissão-conduzindo alguns dos trabalhos), a regularização dos serviços de transporte público (com a contratação da empresa Benfica), a construção da área de Lazer do Trabalhador (Tablado), do Hospital Municipal, o início das obras da Via Expressa, a reurbanização da região central, entre outras obras. Seu trabalho acabou reconhecido em âmbito estadual após receber em 25 de maio de 1981 o título de melhor prefeito da Região Oeste, concedido pela Associação Paulista de Municípios. Teixeira também se notabilizou por acionar judicialmente os ex prefeitos Clécio Soldé e Alan Kardec, acusados de não pagarem asfalto e outras melhorias feitas pela prefeitura nas ruas de suas casas.

## Demografia

### População
| Crescimento populacional                             | Crescimento populacional | Crescimento populacional | Crescimento populacional |
| Ano                                                  | População Total          |                          | %±                       |
| ---------------------------------------------------- | ------------------------ | ------------------------ | ------------------------ |
| 1950                                                 | 1 475                    |                          | —                        |
| 1960                                                 | 2 201                    |                          | —                        |
| 1970                                                 | 12 499                   |                          | 467,9%                   |
| 1980                                                 | 36 043                   |                          | 188,4%                   |
| 1991                                                 | 62 697                   |                          | 74,0%                    |
| 2000                                                 | 91 807                   |                          | 46,4%                    |
| 2010                                                 | 108 344                  |                          | 18,0%                    |
| 2022                                                 | 118 045                  |                          | 9,0%                     |
| Fontes: Censos Demográficos IBGE e Estimativas SEADE |                          |                          |                          |

Considerando que em 1950 e 1960 Jandira ainda não era um município autônomo.

### Dados demográficos
Dados do Censo - 2010
População total: 108 436
- Urbana: 108 436
- Rural: 0
- Homens: 53 105
- Mulheres: 55 331
- densidade demográfica (hab./km²): 5 246,11
- Mortalidade infantil até 1 ano (por mil): 11,62
- Expectativa de vida (anos): 71,35
- Taxa de fecundidade (filhos por mulher): 2,58
- Taxa de alfabetização: 93,37%
- Índice de Desenvolvimento Humano (IDH-M): 0,801
- IDH-M Renda: 0,720
- IDH-M Longevidade: 0,772
- IDH-M Educação: 0,911

(Fonte: IPEADATA)

## Educação
As primeiras pequenas escolas rurais de vila Jandira eram pequenas salas de aula improvisadas em casas alugadas, sempre muito distantes umas das outras. Em 1922, foi criada a primeira delas, chamada de "escolinha do quilômetro 32", em um grande casarão colonial localizado em uma chácara às margens do Rio Barueri-Mirim, de propriedade de Hipólita Santana de Figueredo.
A primeira instituição de ensino oficial foi o Instituto José Manuel da Conceição (que encerrou suas atividades em 1970), tendo sido inaugurado por missionários presbiterianos estadunidenses em 8 de fevereiro de 1928.
Nos anos 1930, foi constituída a primeira instituição pública de ensino: a "Escolhinha Mista da parada Jandira". Na década de 1950, Jandira ganha mais 2 escolas, sendo a última um galpão de madeira localizada na praça  Nilo de Andrade Amaral (hoje praça Anielo Gragnano). Essa escola era a mais importante do distrito, recebendo o nome de "Grupo Escolar Professor Vicente Themudo Lessa". Em 1966, o Grupo Escolar já estava saturado, sendo necessária a construção de um anexo no jardim das Palmeiras, até a construção do Centro Educacional de Jandira (atual EE Professor Vicente Themudo Lessa) em 12 de novembro de 1972.
Hoje, Jandira conta com 14 escolas estaduais, 15 escolas municipais, uma unidade do Serviço Nacional de Aprendizagem Industrial ("Escola SENAI Professor Vicente Amato CFP 1.27", fundada em 25 de maio de 1994 ), uma unidade da Escola Técnica Estadual (instalada no prédio Harper, construído originalmente para o Instituto J.M.C. na década de 1940), um polo da Universidade Aberta do Brasil e uma instituição particular de ensino superior (Faculdade Eça de Queiroz).

### Índice de Desenvolvimento da Educação Básica (IDEB)
Através do IDEB, o governo federal pode avaliar a qualidade do ensino público nos municípios do Brasil. Os números de Jandira no IDEB são:

#### 4ª série / 5º ano
| Ano  | Ideb observado | Meta |
| ---- | -------------- | ---- |
| 2005 | 4,2            | -    |
| 2007 | 4,6            | 4,2  |
| 2009 | 4,7            | 4,6  |
| 2011 | 4,5            | 5,0  |
| 2013 | 4,8            | 5,2  |
| 2015 | 5,5            | 5,6  |
| 2017 | 6,0            | 5,8  |
| 2019 | 6,2            | 6,1  |
| 2021 | 5,6            | 6,3  |
| 2023 | 5,8            | 6,3  |

#### 8ª série / 9º ano
| Ano  | Ideb observado | Meta |
| ---- | -------------- | ---- |
| 2005 | 3,7            | -    |
| 2007 | 3,7            | 3,7  |
| 2009 | 3,8            | 3,9  |
| 2011 | 4,0            | 4,2  |
| 2013 | 4,0            | 4,6  |
| 2015 | 4,3            | 4,6  |
| 2017 | 4,5            | 5,2  |
| 2019 | 4,7            | 5,5  |
| 2021 | 5,0            | 5,7  |
| 2023 | 5,0            | 5,7  |

#### 3º Ano do Ensino Médio
| Ano  | Ideb observado | Meta |
| ---- | -------------- | ---- |
| 2017 | 3,8            | -    |
| 2019 | 4,0            | 4,5  |
| 2021 | 4,3            | 4,2  |
| 2023 | 4,3            | 4,2  |

## Clima
O clima da cidade, como em toda a Região Metropolitana de São Paulo, é o clima subtropical, tipo Cwa, com invernos secos  sendo as vezes frios ou na maioria amenos, e verões úmidos ,relativamente quentes, com temperaturas raramente ultrapassando os 35 °C e chuvosos. Em resumo, o verão é quente e chuvoso. E o inverno é ameno e subseco.
A média de temperatura anual gira em torno dos 18 graus centígrados, sendo o mês mais frio julho (média de 14 graus centígrados) e o mais quente fevereiro (média de 22 graus centígrados). O índice pluviométrico anual fica em torno de 1 381 milímetros.
| Gráfico climático para Jandira                                | Gráfico climático para Jandira | Gráfico climático para Jandira | Gráfico climático para Jandira | Gráfico climático para Jandira | Gráfico climático para Jandira | Gráfico climático para Jandira | Gráfico climático para Jandira | Gráfico climático para Jandira | Gráfico climático para Jandira | Gráfico climático para Jandira | Gráfico climático para Jandira |
| ------------------------------------------------------------- | ------------------------------ | ------------------------------ | ------------------------------ | ------------------------------ | ------------------------------ | ------------------------------ | ------------------------------ | ------------------------------ | ------------------------------ | ------------------------------ | ------------------------------ |
| J                                                             | F                              | M                              | A                              | M                              | J                              | J                              | A                              | S                              | O                              | N                              | D                              |
| 241 27 18                                                     | 222 27 18                      | 156 27 17                      | 82 25 15                       | 64 23 13                       | 59 21 12                       | 42 21 11                       | 44 23 12                       | 74 23 13                       | 127 24 14                      | 128 25 16                      | 142 26 17                      |
| Temperaturas em °C • Precipitações em mmFonte: Canal do Tempo |                                |                                |                                |                                |                                |                                |                                |                                |                                |                                |                                |

## Saúde
Apesar da chegada de novos moradores a região, os serviços de saúde tiveram uma lenta evolução. Até meados da década de 1960 era comum que pessoas gravemente enfermas fossem transportadas (de automóvel, trem e até carro de boi) para postos de saúde em Barueri ou hospitais em Osasco (como o Cruzeiro do Sul) e até mesmo São Paulo (caso do Hospital Sorocabana- exclusivo para os funcionários da ferrovia e seus familiares).
A rede de atendimento de saúde de Jandira só seria criada após a emancipação do município. Nos anos 1970 surgem o pimeiro posto de saúde público e o hospital. Atualmente a cidade conta com 1 hospital, 1 pronto socorro, 1 policlínica, 1 unidade de saúde especializada, 2 farmácias populares e 9 postos de saúde.

### Hospital de Jandira
Com o crescimento da população na década de 1970, a necessidade da ampliação da rede de atendimento de saúde,composta até então por um único posto de saúde torna-se essencial para o futuro do município (que até o início da década de 1980 não tinha pronto socorro e hospital). No final da década, a prefeitura desapropria as instalações do extinto Instituto J.M.C. e as transforma em repartições públicas. Uma dessas instalações é reformada e transformada em hospital e maternidade e inaugurada no início da década de 1980. Por conta da cidade possuir poucos recursos, o hospital passa a atender seus pacientes de forma precária. A situação se agrava após indícios de corrupção surgirem na imprensa. Em 1995, as péssimas condições provocam a interdição do hospital. A partir desse momento, as condições do hospital levariam a sucessivas interdições e reformas da edificação.
Em 2014, o governo do estado prometeu investir na construção de um novo hospital para substituir o atual, considerado durante a década de 1990 um dos piores do estado. No entanto, as obras não saíram do papel. Em 9 de março de 2019, a prefeitura inaugurou a Unidade de Pronto Atendimento, desativando o hospital municipal.

## Infraestrutura e Transporte

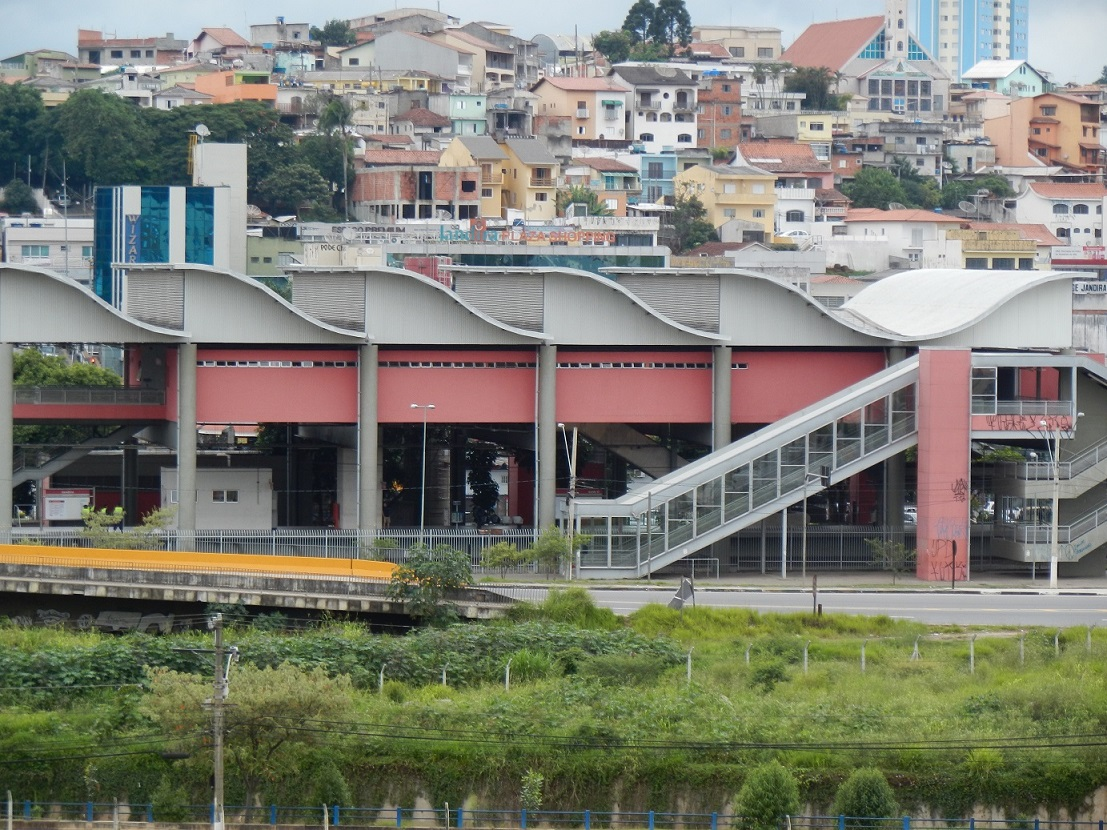
Estação Jandira.

O distrito de Jandira contava com rústicas estradas de terra batida, muitas das quais abertas por Henrique Sammartino desde sua chegada em 1912], onde carros de boi exerciam a função de transporte da produção dos sítios da região para ser comercializada na estação de Barueri. 
Com o crescimento da extração de lenha para as locomotivas a vapor da Estrada de Ferro Sorocabana, os carros de boi passaram a transportar lenha para a estação de Barueri, até março de 1925, quando a Sorocabana instalou um posto telegráfico no distrito. Dois anos depois, a Sorocabana iniciou a construção de uma estação (inaugurada em 20 de março de 1931) e de um desvio, em terreno doado por Henrique Sammartino, para transportar lenha, a produção agrícola e tijolos de sua olaria. Esse desvio mais tarde seria desmontado e sua área se tornaria a parte inicial da 1ª rua do distrito, a Rua Conceição Sammartino.
Na década de 1940, inicia-se um tímido crescimento urbano que iria se intensificar nas 3 décadas seguintes. Algumas imobiliárias começaram a lotar as áreas do pequeno distrito, sendo que em 1946 chega a Jandira o primeiro topógrafo, José Albino Pereira, que inicia a demarcação de ruas e loteamentos. Nessa mesma época, começam a aparecer os primeiros automóveis e caminhões (que iriam substituir os carros de boi) que assim impulsionam a abertura de novas ruas. Nos anos 1950, é inaugurada, pela Sorocabana, a estação Coração de Jesus (atual estação Sagrado Coração). Entre 1948 e 1956, a Light instala a rede elétrica no distrito.
Com a emancipação político-administrativa de Jandira em 1964, a cidade ganha uma nova estação ferroviária (construída em 1962), além de um departamento de trânsito: o Serviço Municipal de Estradas de Rodagem de Jandira. A construção da Autopista Oeste (atual rodovia Castelo Branco) impulsionou o crescimento industrial do município. Até 1972, Jandira não possuía rede telefônica o que obrigava seus moradores se utilizarem dos telefones públicos de Barueri. Em 20 de dezembro de desse ano, é inaugurado pela Companhia Telefônica Brasileira o primeiro telefone da cidade, localizado na praça Aniello Gragnano, sendo inaugurada posteriormente pela Telesp (atual Telefonica) a central telefônica de Jandira, ao lado da escola estadual professor Vicente Themudo Lessa.
Em 1973, é inaugurada, pelo estado, a Via de Acesso SP-032/280 "João de Góes", ligando a rodovia Castelo Branco ao município. Em 1977, a empresa Benfica Barueri Transporte e Turismo inicia a operação das linhas de ônibus municipais, partindo da praça Anielo Gragnano para os bairros de Sagrado Coração, Jardim Gabriela e Parque Santa Tereza. Em 1976, é inaugurada, pelo governo do estado, a rede de abastecimento de água além de um reservatório localizado no Jardim Sorocabano, capaz de atender a maior parte da cidade. O restante da cidade, incluindo o distrito industrial do Jardim Alvorada recebeu a rede de abastecimento de água em abril de 1983.
Nos anos 1980, é construída a Via Expressa Mauri Sebastião Barufi ligando Jandira a Itapevi, o centro de Jandira é reorganizado com a inauguração dos novos prédios das estações Jandira em 1983 e Sagrado Coração (em 1987) e do Terminal Rodoviário Intermunicipal em 1986 (atualmente denominado Reverendo Virgílio dos Santos Rodrigues).
Apesar desses avanços, o acesso à rodovia Castelo Branco e ao distrito industrial era feito utilizando-se a passagem de nível sobre os trilhos da ferrovia, o que ocasionava muitos acidentes. Com isso, é iniciada a construção de um viaduto sobre os trilhos da Fepasa em 1988, sendo concluídas as obras 10 anos depois. Nos anos 1990, a cidade inaugura a estrada intermunicipal Barueri–Itapevi, localizada na região sul de Jandira, e a subestação de eletricidade Sagrado Coração, da Eletropaulo, que garante o abastecimento elétrico na cidade. No projeto da estrada intermunicipal, estava incluída a construção de um novo terminal intermunicipal de ônibus que iria ser concluído em 2002.

### Transporte público municipal
Os primeiros ônibus de transporte municipal surgiram em Jandira por volta da década de 1970. Em dezembro de 1976, o prefeito Alan Kardec publica a Lei Municipal nº 406 que autoriza a exploração de serviços de transporte público no município. 
No ano seguinte, a empresa Benfica BBTT assinou um contrato permissionário da prefeitura para explorar o transporte público por até 15 anos. Em 1982, na gestão de Dorvalino Teixeira ocorre uma tentativa de licitação do transporte público, abrindo a alternativa de implantação de trólebus na cidade. No entanto, a concorrência 002/82 foi anulada em julho de 1982, sem ter selecionado nenhuma empresa.
Desde então a empresa Benfica opera o transporte público na cidade, tendo sua permissão renovada por mais 15 anos em 1997, na gestão Braz Paschoalin. Em 2013, a gestão de Geraldo Teotônio (Gê) realizou um processo de licitação, posteriormente anulado. Pouco tempo depois, dispensou licitação e contratou novamente a empresa Benfica por mais alguns anos. Apesar de o contrato ter sido julgado irregular pelo Tribunal de Contas do Estado, o mesmo continua em vigor até os dias atuais.
Segundo o Plano Diretor de mobilidade de Jandira, divulgado em 2017, os ônibus (municipais + intermunicipais) correspondem a 62,7% das viagens diárias realizadas por meios de transporte público na cidade:
| Modo                                  | Viagens/dia outubro de 2016 | %     |
| ------------------------------------- | --------------------------- | ----- |
| Ônibus (municipais e intermunicipais) | 31.613                      | 62,7  |
| Trem Metropolitano                    | 12.897                      | 25,6  |
| Transporte fretado                    | 4.366                       | 8,7   |
| Transporte escolar                    | 1.524                       | 3,0   |
| Total                                 | 50.400                      | 100 % |

Em 22 de julho de 2019, a 4ª Câmara de Direito Público, do Tribunal de Justiça de São Paulo determinou a redução da tarifa em 30 centavos em relação ao reajuste realizado em dezembro de 2016 de R$ 3,70 para R$ 4,00. Apesar da tarifa vigente em 2019 ser de R$ 4,40, a empresa Benfica reduziu a mesma para R$ 3,70. Posteriormente, o Tribunal de Justiça de São Paulo fixou a tarifa em R$ 4,10.

## Segurança Pública

### Guarda Civil Municipal
Em 5 de julho de 1998, foram apresentados, em formatura solene, os alunos do 1º Pelotão que iniciaram o curso de formação. O curso teve duração de três meses. Na época, não existia a Base, nem sala de instrução, tendo sido utilizada uma sala no Teatro Municipal. Os instrutores convidados da Guarda Civil Municipal de Barueri auxiliaram na formação dos guardas civis municipais. No dia 1 de outubro de 1998, foi realizado a formatura de 46 agentes. Atualmente a Guarda Civil Municipal possui 123 agentes.
| Comandante                     | Período                                       | Gestão                          |
| ------------------------------ | --------------------------------------------- | ------------------------------- |
| Benedito Edson Siqueira        | 5 de julho de 1998 até 31 de dezembro de 2000 | Braz Paschoalin                 |
| Geraldo Marques                | janeiro 2001 até 2 de janeiro de 2004         | Paulo Henrique Barjud           |
| Marcelo Rodrigues              | 2 de janeiro de 2004 até 31 dez 2008          | Paulo Henrique Barjud           |
| Pedro Amorim                   | 01 de janeiro de 2009 até julho 2010          | Braz Paschoalin                 |
| Vanderlei Maratta              | julho 2010 até outubro de 2010                | Braz Paschoalin                 |
| José Carlos Querato            | outubro de 2010 até 31 de dezembro de 2012    | Braz Paschoalin/Anabel Sabatine |
| Renilson Pereira Mendes        | 1 de janeiro até abril de 2013                | Geraldo Teotônio da Silva       |
| Norimar Helena Domingues Conde | 30 de abril 2013 até 14 de maio de 2014       | Geraldo Teotônio da Silva       |
| Gilberto Ribeiro de Souza      | 14 de maio de 2014 até 31 de dezembro de 2016 | Geraldo Teotônio da Silva       |
| Joylton Catai                  | 1 de janeiro de 2017 até 4 de janeiro de 2021 | Paulo Barufi                    |
| Silvio Estevão Melo            | 4 janeiro de 2021 - atualmente                | Henri Hajime Sato               |

## Comunicação e imprensa
A imprensa paulistana circulou na região de Jandira desde a abertura do posto telegráfico da Estrada de Ferro Sorocabana em 1925. Apesar disso, os primeiros jornais sediados no município surgiram apenas na década de 1960, pouco após a emancipação do município. Em 1966 foi fundado O Jandirense, primeiro jornal sediado no município e de circulação efêmera.
O título O Jandirense foi resgatado pelo industrial Fábio Starace Fonseca e por Luiz Carlos Soldé (filho do ex-prefeito Clécio Soldé e futuro vereador) em 1981, porém a publicação deixou de circular ainda na década de 1980.
Atualmente em Jandira existem os jornais:
- Tribuna Regional, fundado em 1998 pelo ex-prefeito Clécio Soldé, sendo atualmente o jornal mais antigo do município;[82]
- Folha de Jandira, fundado em 2006 pelo empresário Aparecido Rodrigues[83] Em 2017 o jornal passou a ser editado pela empresária Adriana Biazoli;[84]
- Portal Jandira, fundado em 2011 pelo empresário, jornalista e produtor Carlos Colli.
- Mídia Oeste, fundado em 2011 pelo empresário Carlos Colli, com base na cidade, divulga notícias da região oeste de São Paulo das cidades do Cioeste
- O grupo de portais Mídia Grande Oeste & InServer, fundado em 2008 pelo empresário Carlos André Gomes Martins, formado pelos jornais virtuais[85] Linha 10[86] Folhetim[87] O Paulista[88] Imprensa SP[89] Expresso Regional e [90] Rádio Prime ON - Diário
- [91] Rádio Comunitária Astral FM 87,5 - Diário

### Telefonia
O sistema de telefones automáticos foi inaugurado na cidade em 1977 pela Telecomunicações de São Paulo (TELESP), que também implantou o sistema de discagem direta à distância (DDD) em 1977 com o código de área (011). Anteriormente a cidade era atendida pela Companhia Telefônica Brasileira (CTB).

## Ferrovias
- Linha 8 da ViaMobilidade - (São Paulo-Itapevi) [95][96]

## Rodovias e estradas de acesso
- SP-270	-	Rodovia Raposo Tavares - (São Paulo-Presidente Epitácio), saída km 28,5 (Via Estrada Fernando Nobre)
- SP-280	-	Rodovia Castelo Branco (São Paulo-Santa Cruz do Rio Pardo), saída km 32
- Rodovia de acesso João de Goes (SP-032), saída km 32
- Rodovia Estrada Velha de Itapevi (SP-274)
- Via Mauri Sebastião Barufi (Via Expressa)
- Estrada Fernando Nobre
- Corredor Metropolitano (oeste) - em construção

## Bairros
- Açude Velho
- Altos De São Fernando
- Centro
- Chácara do Peroba
- Infant's Garden
- Jardim Alvorada
- Jardim Antônio Porto
- Jardim Belmont
- Jardim Bolívia
- Jardim Brotinho
- Jardim Centenário
- Jardim Cristino
- Jardim Esmeralda
- Jardim Europa
- Jardim Gabriela
- Jardim Heneide
- Jardim Jandira
- Jardim Lindomar
- Jardim Mackenzie[97]
- Jardim das Margaridas
- Jardim Do Golf 1
- Jardim Marília
- Jardim Masé
- Jardim Mercúrio
- Jardim Nossa Senhora de Fátima
- Jardim Novo Horizonte
- Jardim Patrícia
- Jardim Rosa Emília
- Jardim São João
- Jardim São Luiz
- Jardim São Nicolau
- Jardim São Paulo
- Jardim Sorocabano
- Jardim Stella Maris[98]
- Mirante de Jandira
- Nova Higienópolis

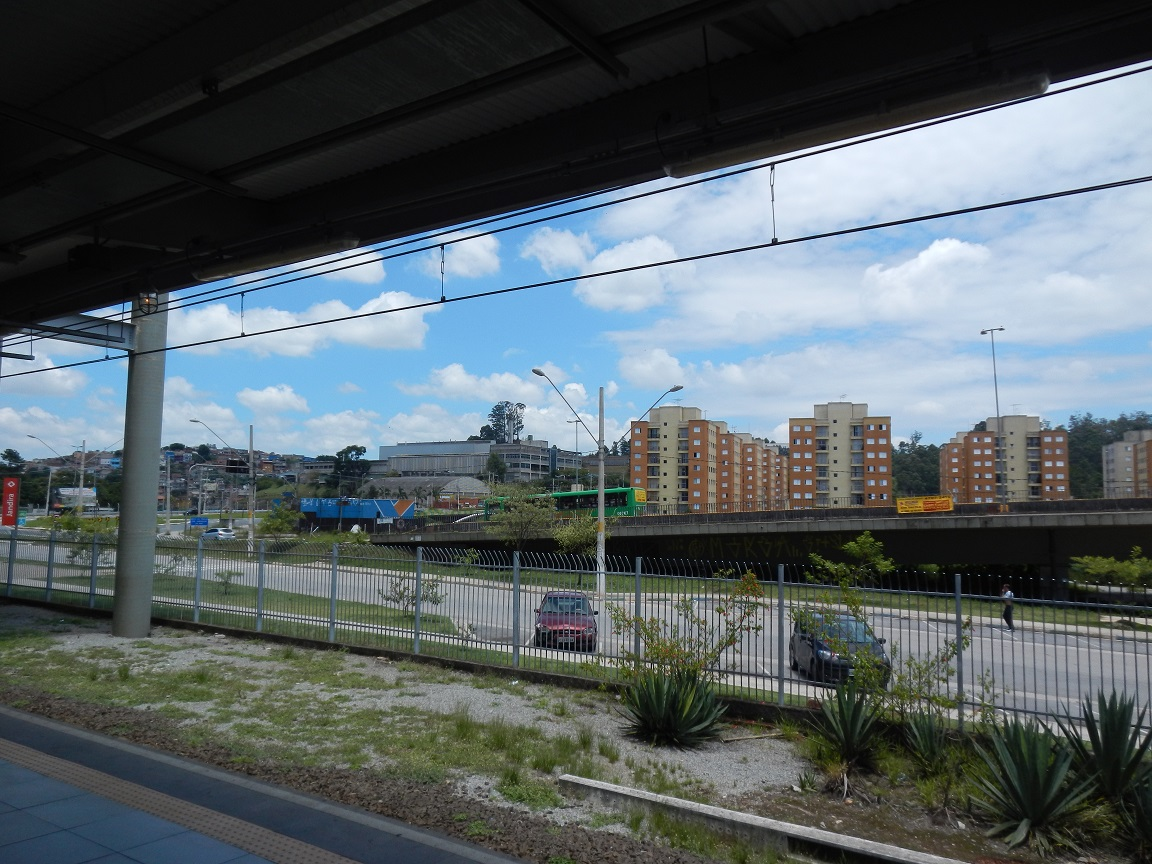
Vista do condomínio Belas Artes no Centro

- Núcleo Micro Industrial Presidente Wilson
- Parque Nova Jandira
- Parque Santa Tereza
- Parque Iglesias
- Parque dos Lagos
- Sagrado Coração[99] - Um dos bairros mais antigos de Jandira , dispõe da Estação Sagrado Coração da CPTM.
- Velho Sanazar
- Vila Analândia
- Vila Anita Costa
- Vila Dolores
- Vila Eunice[97]
- Vila Ferraz
- Vila Godinho
- Vila Ipê[100] - Possui o Centro de Referência da Mulher " Josefa Pereira de Oliveira".
- Vila Jandira
- Vila Lucinda
- Vila Márcia
- Vila Mercedes
- Vila Ouro Verde
- Vila Popi
- Vila Rolim
- Vila Santo Antônio
- Vila Santa Rosa
- Vale do Sol
- Vila da Amizade
- Vila da Pedreira
- Vila Industrial[97]

## Política e administração

### Lista de subprefeitos
Jandira foi distrito de Cotia até 28 de fevereiro de 1964. Os subprefeitos do distrito foram:
1. José de Albuquerque (1949-1952)
2. José Alípio Sampaio (1952)
3. Joaquim Nicolau Salum Filho (1952-1956)
4. Anthero Correia de Godoy (1956-1958)
5. João Ribeiro (1958-1962)

### Prefeitos
- Prefeito: Henri Hajime Sato (PSD) – (2025/2028)
- Vice–Prefeito: Carlos Eduardo Piteri (PSD) – (2025/2028)
- Presidente da Câmara Municipal: Sílvio Cabelereiro (Progressistas) – (2025–2026)[101]

### Assassinato de políticos
Desde sua emancipação até os dias atuais, o município de Jandira contabiliza o assassinato de vários políticos em circunstâncias misteriosas:
- Dorvalino Abílio Teixeira - 17 de abril de 1983: ex-prefeito;[102]
- Rubens Alves da Silva (Rubinho) - 1988: comerciante e candidato a prefeito;[102]
- Márcio Soares de Almeida - 27 de março de 2001: vereador;[103]
- Walderi Braz Paschoalin - 10 de dezembro de 2010: prefeito;[104]
- Waldemiro de Oliveira (Mineiro) - 7 de julho de 2010: ex-vereador e suplente;[105]
- Antonio Ivo Aureliano (Ivo do Gás) - 27 de julho de 2010: suplente de vereador;[102]
- Luiz DeCarli Filho (Goiaba) - 8 de novembro de 2011: comerciante e pré-candidato a prefeito;[106]
- Rosemildo Fernandes da Silva - 13 de março de 2020: diretor de obras do município[107];
- Reginaldo Camilo dos Santos (Zezinho) - 28 de outubro de 2022: ex-vereador;[108]

## Cidades-irmãs
- Commons
- Wikivoyage

- Kameoka, no Japão
- Rengo, no Chile